# HMS Alexander (1778)
Pour les autres navires du même nom, voir HMS Alexander.
Le HMS Alexander est un vaisseau de 74 canons en service dans la Royal Navy entre 1778 et 1794, dans la marine française jusqu'en 1795 puis de nouveau dans la marine britannique jusqu'à son désarmement en 1803. Il est démoli en 1819. Il participe à la bataille de Groix dans les rangs français et à la bataille navale d'Aboukir au sein de l'escadre britannique de Nelson.

## Construction

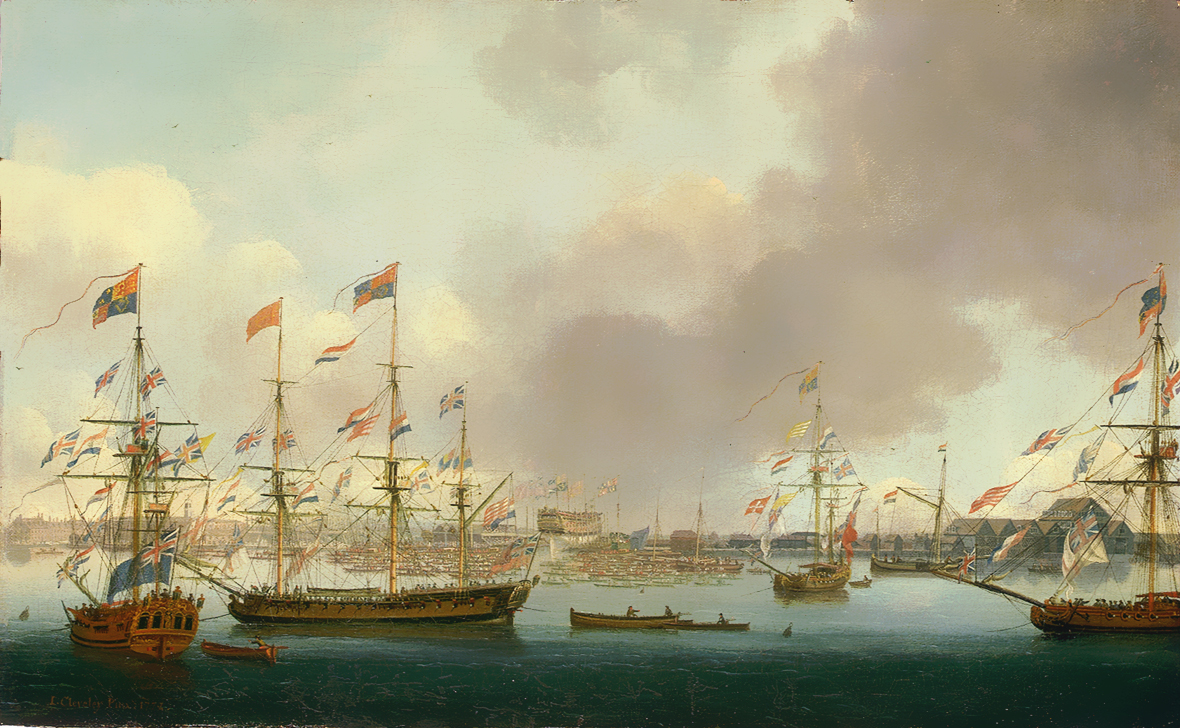
Lancement du HMS Alexander en 1778.

Le HMS Alexander est construit au chantier naval de Deptford. Il est lancé le 8 octobre 1778.

## Service actif
Le 13 mars 1780, le HMS Alexander et le HMS Courageux capturent le corsaire français de 40 canons Monsieur après une longue poursuite. La Royal Navy incorpore la prise en son sein et le renomme HMS Monsieur.

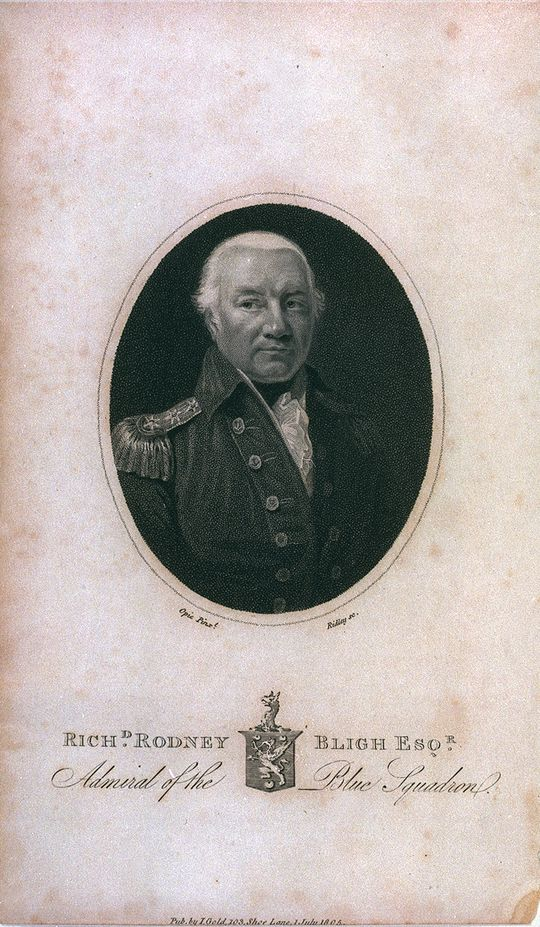
Le contre-amiral Bligh, qui commande le HMS Alexander lors du combat du 6 novembre 1794.

En 1794, revenant en Angleterre en compagnie du HMS Canada après avoir assuré l'escorte d'un convoi pour l'Espagne, le HMS Alexander, commandé par le contre-amiral Richard Rodney Bligh, rencontre une division française composée de cinq vaisseaux de 74 canons et de trois frégates, commandée par Joseph-Marie Nielly. Lors du combat qui s'ensuit, le HMS Alexander est engagé par le Droits de l'Homme mais réussit à se dégager après avoir endommagé les gréements du navire français. Il est alors attaqué par le Marat qui passe derrière sa poupe et lui tire une bordée. Le Jean Bart s'approche alors et lâche plusieurs bordées à courte distance contraignant Bligh à amener le pavillon. Dans le même temps, le HMS Canada réussit à prendre la fuite. À la suite de cette affaire, le contre-amiral Bligh passe devant une cour martiale qui ne reconnait aucune faute ayant causé la perte du navire.
La division française regagne Brest où le navire capturé est réparé et intégré à la flotte française sous le nom d’Alexandre. Le 23 juin 1795, il combat au sein de la flotte du vice-amiral Villaret-Joyeuse contre la flotte britannique de l'amiral Hood à la bataille de Groix. Il combat les HMS Sans Pareil et HMS Colossus et est capturé.
En 1798, le HMS Alexander, commandé par le capitaine Alexander Ball, fait partie de l'escadre sous les ordres d'Horatio Nelson en Méditerranée. Le 1er août, détaché en reconnaissance avec le HMS Swiftsure, il repère dans le port d'Alexandrie une grande quantité de navires français. Nelson ayant finalement trouvé la flotte de Brueys stationnée dans la baie d'Aboukir, les deux vaisseaux rejoignent le gros des forces britanniques avant la nuit. Le HMS Alexander affronte le centre de la ligne de bataille française, et l'explosion de l'Orient tout proche provoque des débuts d'incendie à son bord. Le lendemain matin, il attaque l'arrière-garde française avec le HMS Majestic.
Le navire quitte les côtes égyptiennes le 19 août 1798 au sein d'une division qui comprend, outre le HMS Alexander et le HMS Vanguard de Nelson, le HMS Culloden et la frégate HMS Bonne Citoyenne, et fait voiles vers l'Italie. Début octobre, Nelson confie le blocus de Malte au capitaine Ball et lui confie une division composée des HMS Alexander, Audacious, Goliath, Emeraude et Incendiaire.
En 1799, apprenant l'arrivée en Méditerranée de l'escadre de Bruix, Nelson rappelle le HMS Alexander pour faire partie de sa ligne de bataille mais une très forte tempête contrarie ses plans. L'escadre française introuvable, l'amiral anglais attend à Palerme l'arrivée du HMS Alexander et du HMS Goliath qui portent ses effectifs à 18 vaisseaux, mais Bruix parvient à éviter l'engagement et regagne Brest. Au début de l'été, les marines du HMS Alexander participent à la reprise de Naples et assiègent le fort Saint-Elme où est retranchée une garnison française. Le navire retourne ensuite faire le blocus de Malte, mais patrouille dans le canal de Comino lors de la bataille du convoi de Malte et ne prend pas part au combat. En juin 1800, le HMS Alexander suit avec le HMS Queen Charlotte le HMS Foudroyant de Nelson jusqu'à Livourne.

## Dernières années
Désarmé en 1803 à Plymouth, le navire est finalement démoli en 1819.